# Clarkston Heights-Vineland
Clarkston Heights-Vineland é uma Região censo-designada localizada no estado norte-americano de Washington, no Condado de Asotin.

## Demografia
Segundo o censo norte-americano de 2000, a sua população era de 6117 habitantes.

## Geografia
De acordo com o United States Census Bureau tem uma área de
15,4 km², dos quais 15,4 km² cobertos por terra e 0,0 km² cobertos por água.

## Localidades na vizinhança
O diagrama seguinte representa as localidades num raio de 20 km ao redor de Clarkston Heights-Vineland.